# Cult of Personality
"Cult of Personality" é uma canção da banda de rock americana Living Colour. Este é o primeiro single de seu álbum de estreia, Vivid, gravado em 1989. "Cult of Personality" atingiu a posição nº 13 da Billboard Hot 100. Ela também ganhou o Grammy Award de "Melhor Canção de Hard Rock" em 1989.
A canção foi classificada no nº 69 da lista da VH1 das "100 Melhores Canções de Hard Rock". O solo foi classificado no nº 87 na lista da Guitar World dos "100 Melhores Solos de Guitarra".